# Канделара (Пезаро и Урбино)
Канделара је насеље у Италији у округу Пезаро и Урбино, региону Марке.
Према процени из 2011. у насељу је живело 714 становника. Насеље се налази на надморској висини од 195 м.